# جيمي بي. بيدفورد
جيمي بي. بيدفورد (بالإنجليزية: Jimmy B. Bedford)‏ هو صحفي أمريكي، ولد في 10 يونيو 1927، وتوفي في 1990.